# Chiesa di San Siro (Sorbolo Mezzani)
La chiesa di San Siro è un luogo di culto cattolico dalle forme neoclassiche situato in via Don Michele Silvani a Coenzo, frazione di Sorbolo Mezzani, in provincia e diocesi di Parma; è sede di una parrocchia compresa nella zona pastorale della Bassa.

## Storia
Non è conosciuta la data di fondazione della prima chiesa, tuttavia la dedicazione della chiesa di Coenzo al culto di San Siro di Pavia attesta che al momento della sua edificazione perdurava ancora sul territorio l'influenza della cultura longobarda.
Una pergamena del 3 settembre 1140 testimonia l'esistenza di un primo edificio quidbquid iuris habeat in Ecclesia de Coencio. Il vescovo Obizzo il 5 ottobre 1197 emise una sentenza per dirimere la lite tra l'arciprete di Sorbolo e la badessa Ferlinda che si arrogava il diritto di nominare i chierici della cappella di San Siro di Coenzo. La vertenza andò a favore della badessa che dovette però impegnarsi a pagare un tributo annuo all'arciprete.
La pergamena Ratio decimarum del 1299 la cita come dipendente dalla pieve di Sorbolo. Compare nuovamente nell'estimo del 1354 sempre allo stesso titolo Plebs de Sorbolo: Ecclesia de Sancti Syri de Cohenzio; da questo documento risulta già presente un fonte battesimale. Nel 1493 era dotata di un chiericato e dipendeva dal monastero di Sant'Alessandro. Nel 1564 risulta essere già chiesa parrocchiale.
Sul finire del XVIII secolo la chiesa era pericolante, venne perciò riedificata nel 1793 nelle forme attuali. Il precedente edificio aveva la facciata rivolta a nord, di essa rimane ancora oggi l'abside trasformata in sagrestia; in essa è visibile un antico affresco della crocefissione. L'attuale campanile fu edificato alla fine dell'800, contemporaneamente venne rifatto il pavimento della chiesa. Altri importanti interventi di restauro ebbero luogo nel 1937 nella medesima occasione l’edificio fu adornato dei tre altari marmorei.

## Descrizione

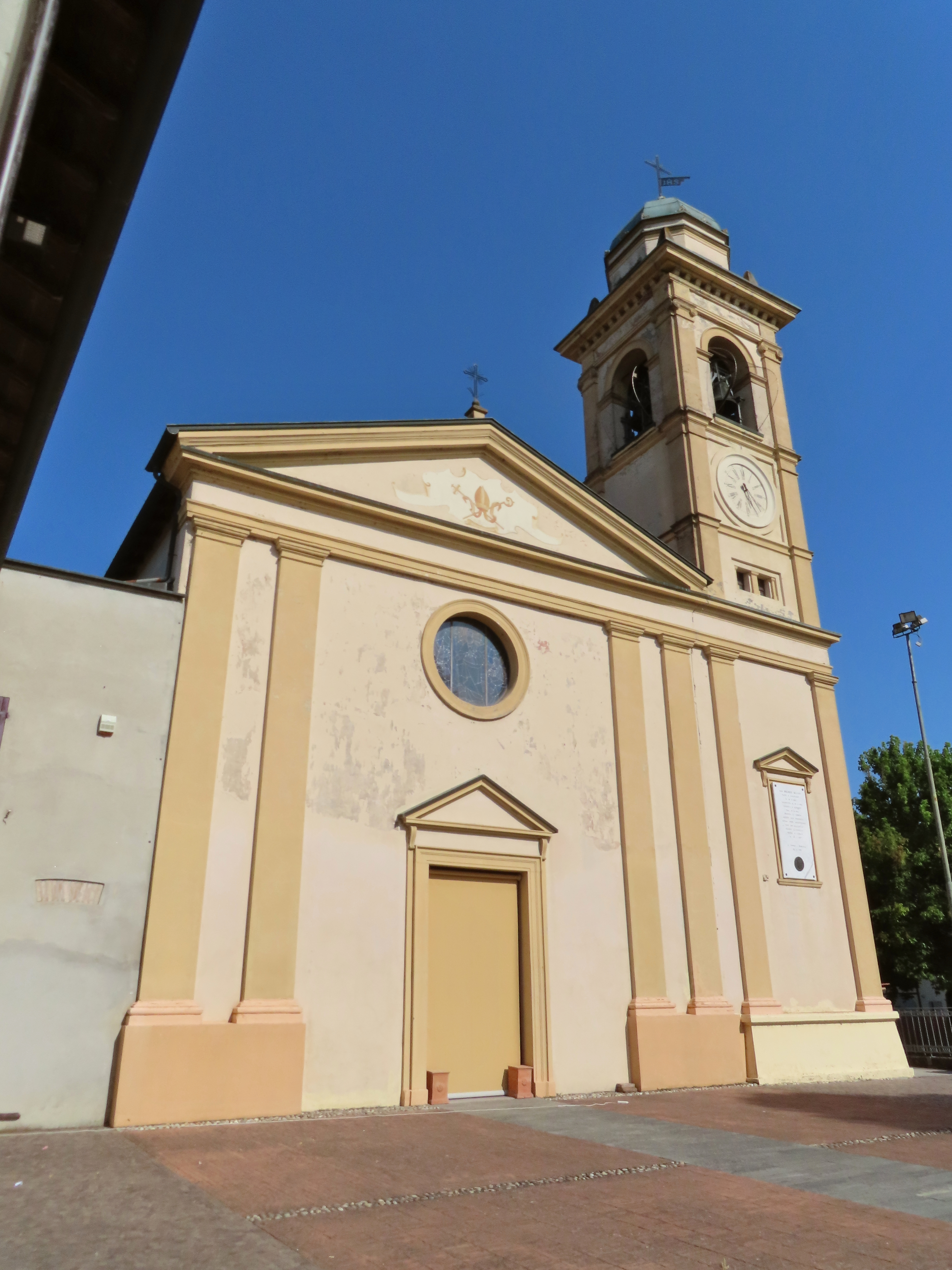
Facciata

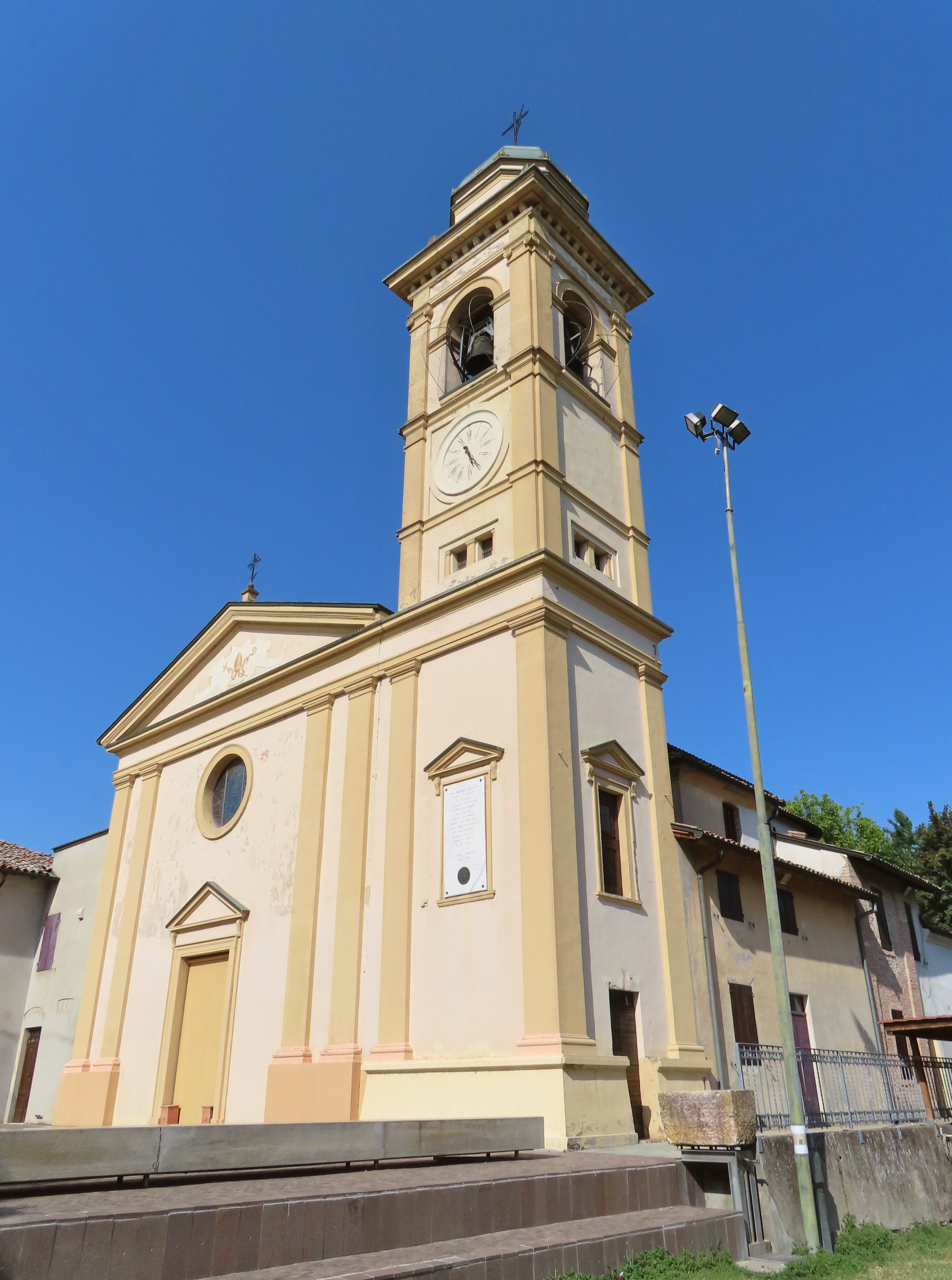
Facciata e lato sud

La chiesa si sviluppa su un impianto a navata unica, con l'ingresso rivolto a ovest ed un ampio presbiterio absidato a est.

### Esterno
Presenta una simmetrica facciata a capanna ripartita da due coppie di lesene laterali, a coronamento oltre un doppio cornicione si innalza un frontone triangolare. Sul timpano appaiono i simboli vescovili: pastorale e croce semplice in palo disposte a croce di Sant'Andrea sovrastate da mitra; l'edificio è infatti dedicato a san Siro vescovo. Il portale d'accesso è contornato da una cornice in aggetto e sovrastato da un piccolo frontone triangolare, superiormente è sormontato da un rosone. Sul lato sinistro è collocato il campanile ottocentesco delimitato sugli spigoli da lesene. Al di sopra del doppio cornicione condiviso con la chiesa è sviluppato su tre livelli suddivisi da fasce marcapiano, la cella campanaria si affaccia sui quattro lati per mezzo di monofore con arco a tutto sesto. Sulla sommità è ubicata una cuspide a padiglione. Sul lato opposto al campanile aggetta la canonica.

### Interno
I fianchi intonacati sono suddivisi in quattro parti da una serie di paraste a sostegno di arcate in leggero aggetto. La navata e il presbiterio sono chiusi da volta a botte lunettata. Nella sezione centrale si apre da ciascun lato una cappella, nelle fiancate laterali sono ricavate nicchie che ospitano statue lignee. Nella sagrestia è presente un pregevole affresco del '600 rappresentante Cristo in croce con angeli che ne raccolgono il sangue e la Maddalena, la parete che lo ospita è ciò che resta dell'abside della chiesa presente prima del 1793. Altra opera pittorica da ricordare sono i Quindici misteri di autore ignoto della fine del XVI secolo. Nell'abside semicircolare racchiuso da cimasa del XVIII secolo è posto un San Siro e angeli del 1680 attribuibile ad Antonio Lagori. Un ulteriore quadro interessante è un Ecce Homo del 1600.